# Carduelis
Carduelis és un dels gèneres d'ocells de la família dels fringíl·lids (Fringillidae). Tradicionalment s'ha inclòs dins aquest gènere un bon nombre d'espècies que arran recents treballs han estat traslladats als gèneres Acanthis, Chloris, Linaria i Spinus.

## Taxonomia
Segons la classificació del Congrés Ornitològic Internacional (versió 3.5, 2013), aquest gènere està format per 3 espècies:
- Carduelis carduelis - cadernera europea.
- Carduelis citrinella - llucareta europea.
- Carduelis corsicana - llucareta de Còrsega.